# Le Samyn 2012
La Le Samyn 2012, quarantaquattresima edizione della corsa, valida come evento del circuito UCI Europe Tour 2012 categoria 1.1, fu disputata il 29 febbraio 2012 per un percorso di 192 km. Fu vinta dal francese Arnaud Démare, al traguardo in 4h31'17" alla media di 42,46 km/h.
Furono 159 in totale i ciclisti che portarono a termine il percorso.

## Squadre partecipanti
| N.      | Cod. | Squadra                |
| ------- | ---- | ---------------------- |
| 1-8     | OPQ  | Omega Pharma-Quickstep |
| 11-18   | LTB  | Lotto-Belisol Team     |
| 21-28   | FDJ  | FDJ-BigMat             |
| 31-38   | ALM  | AG2R La Mondiale       |
| 41-48   | VCD  | Vacansoleil-DCM        |
| 51-58   | GRM  | Team Garmin-Barracuda  |
| 61-68   | KAT  | Katusha Team           |
| 71-78   | RNT  | RadioShack-Nissan      |
| 81-88   | ACC  | Accent Jobs            |
| 91-98   | LAN  | Landbouwkrediet-Euphny |
| 101-108 | TSV  | Topsport Vlaanderen    |
| 111-118 | BSC  | Bretagne-Schuller      |
| 121-128 | EUC  | Team Europcar          |

| N.      | Cod. | Squadra                     |
| ------- | ---- | --------------------------- |
| 131-138 | COF  | Cofidis, le Crédit en Ligne |
| 141-148 | SAU  | Saur-Sojasun                |
| 151-158 | APP  | Team NetApp                 |
| 161-168 | UHC  | UnitedHealthcare            |
| 171-178 | RVL  | RusVelo                     |
| 181-188 | WBC  | Wallonie Bruxelles          |
| 191-198 | CMD  | Colba-Superano Ham          |
| 201-208 | PWC  | Pôle Continental Wallon     |
| 211-218 | FWB  | Idemasport-Biowanze         |
| 221-228 | AUB  | Auber 93                    |
| 231-238 | RLM  | Roubaix-Lille Métropole     |
| 241-248 | SKT  | An Post-Sean Kelly Team     |

## Ordine d'arrivo (Top 10)
| Pos. | Corridore        | Squadra      | Tempo    |
| ---- | ---------------- | ------------ | -------- |
| 1    | Arnaud Démare    | FDJ-BigMat   | 4h31'17" |
| 2    | Kris Boeckmans   | Vacansoleil  | s.t.     |
| 3    | Adrien Petit     | Cofidis      | s.t.     |
| 4    | Anthony Ravard   | AG2R La Mon. | s.t.     |
| 5    | Giacomo Nizzolo  | RadioShack   | s.t.     |
| 6    | Maxime Vantomme  | Katusha      | s.t.     |
| 7    | Romain Feillu    | Vacansoleil  | s.t.     |
| 8    | Aleksej Catevič  | Katusha      | s.t.     |
| 9    | Jean-Luc Delpech | Bretagne     | s.t.     |
| 10   | Matteo Trentin   | Omega Pharma | s.t.     |